# Zona 1 (Ciudad de Guatemala)
La Zona 1 de Ciudad de Guatemala, también conocida como el Centro Histórico, es un suburbio urbano y centrificado, donde se encuentran la sede de gobierno y demás edificios gubernamentales.  La Zona 1 refleja la parte antigua de la ciudad, esta zona cuenta con una superficie de 6.44 km, ubicándose en el puesto 13 entre las zonas del municipio de Guatemala.

## Historia
La Zona 1 tiene sus raíces en la fundación misma de la ciudad en el siglo XVI. Después de que la ciudad original fuera destruida por inundaciones y terremotos, la nueva Ciudad de Guatemala, conocida como "La Nueva Guatemala de la Asunción", fue establecida en el Valle de la Ermita, en lo que hoy es el área central. Durante la época colonial, la Zona 1 era el epicentro político, religioso y cultural de la ciudad, con sus calles empedradas y sus edificios coloniales de arquitectura española.
El centro histórico corresponde a los límites de la traza original de la ciudad (hoy parte de la zona 1). Allí se ubican los siguientes edificios históricos: Palacio Nacional de la Cultura, Catedral de Santiago de Guatemala, Portal del Comercio, Hipódromo del Norte y Mapa en Relieve, Edificio y Arco de Correos, Palacio de la Policía, Museo del Ferrocarril, Teatro Nacional, Palacio municipal de Guatemala, Parque Jocotenango (antiguamente llamado Parque Morazán), así también áreas como el Barrio de la Candelaria y el Centro Cívico. Fue declarado «Patrimonio Cultural en la Nación Guatemalteca», según el acuerdo del Ministerio de Cultura y Deportes (MCD) 328-98 el 13 de agosto de 1998.
La ciudad de Guatemala de la Asunción originalmente abarcaba únicamente el centro histórico y era el eje de todas las actividades políticas y en muchas formas también algunas económicas no solo de Guatemala, sino que de toda Centro América. Algo característico es que sus edificios casi en totalidad se visten de estilos arquitectónicos de finales del siglo XIX. Las fachadas e interiores hasta el día de hoy evidencian el art déco, barroco, neoclásico, ecléctico y arte noveau entre otros.

## Población
Zona 1 tiene una población según datos del censo 2018 de alrededor de 46,215 habitantes, ubicándose en el sexto lugar de zonas más pobladas de Ciudad de Guatemala. Conforme al censo 2002 registró una caída drástica, ya que en esos años la zona registró 67,489 habitantes entre su jurisdicción. Sin embargo, según estimaciones municipales la zona posee hasta el 2023 un total de 61,147 habitantes . 

#### Pueblo de Pertenencia
La zona presenta una alta variabilidad de etnias dentro de su territorio, es la tercera zona de la ciudad que presenta una mayor cantidad de habitantes que se identifican como mayas.
| Pertenencia | Población | %    |
| ----------- | --------- | ---- |
| Ladino      | 37 216    | 80.5 |
| Maya        | 8 039     | 17.4 |
| Garifuna    | 112       | 0.2  |
| Xinka       | 64        | 0.1  |
| Creole      | 208       | 0.4  |
| Extranjero  | 576       | 1.2  |

## Arquitectura

### Edificios coloniales
| Nombre                                  | Imagen                                | Breve descripción |
| --------------------------------------- | ------------------------------------- | --- |
| Casa Oliver                             | Casa Oliver en la Ciudad de Guatemala | La historia de la Casa Oliver es una casa solariega que data de 1792, construida por orden del coronel Juan de Oliver. Casa Oliver cuenta con características neoclásicas, como es el alejamiento del estilo barroco con las decoraciones excesivas y optar por un estilo más simple siendo fiel a las líneas del movimiento neoclásico. Asimismo, la propiedad contiene elementos de la arquitectura griega, como es el uso de columnas e influencia renacentista con el tópico religioso; el uso de líneas horizontales y verticales las cuales daban un ambiente airoso y estructuras perfectas, como lo fueron los patrones franceses que eran un guiño hacia la burguesía guatemalteca. La Casa Oliver es hoy Patrimonio Cultural y Monumento Histórico del Periodo Hispánico. |
| Catedral Metropolitana                  |                                       | Es la iglesia principal de la arquidiócesis de Guatemala y por ello ostenta el título de Basílica y está agregada a las Basílicas de Roma y de Santiafo de Compostela. Está localizada frente al costado este de la Plaza de la Constitución en el Centro Histórico. El edificio fue construido entre 1782 y 1815 y las torres fueron completadas en 1867; tiene elementos propios del neoclásico y ha resistido -aunque con daños de consideración- numerosos terremotos debido al espesor de sus paredes y columnas de más de un metro de grosor. Fue severamente dañada por los devastadores terremotos de 1917 y del 4 de febrero de 1976 ha sido reparada; los sismos de 1917-1918 hicieron que colapsara la cúpula elíptica que entonces tenía. En frente de la Catedral hay doce pedestales; antes estaban las estatuas de los cuatro Evangelistas y en la parte superior la de Santa Teresa de Ávila, copatrona y Santa Cecilia; el terremoto de 1917 rompió dichas estatuas, que tenían más de dos metros de alto. |
| Cerrito del Carmen                      |                                       | Es un Santuario, una ermita católica y un sitio cultural ubicado en la cima del cerro del Carmen, en el Centro Histórico, cuya construcción se remonta al siglo xvii, por lo menos cien años antes de la fundación de la Ciudad de Guatemala. Está consagrado a la Virgen del Carmen y ha sido declarado patrimonio cultural de la nación y santuario mariano. La historia del Cerrito del Carmen está íntimamente ligada a la de la fundación de la capital guatemalteca y ha sido reconstruido después de los terremotos de 1917 y de 1976. |
| Iglesia de La Recolección               |                                       | Uno de los templos mayores erigidos en la Nueva Guatemala de la Asunción tras la fundación de esta en 1776. Es heredero de algunos de los bienes traídos del «Colegio de Cristo Crucificado de Propaganda Fide, La Recolección», de la ciudad de Santiago de los Caballeros de Guatemala tras su destrucción en 1773. Con algunas piezas barrocas sobresalientes como el conjunto de "Los Justos" (San Joaquín, Santa Ana y la Virgen María niña). Su imaginería procesional, como el Cristo Yacente, pieza dramática de finales del siglo xviii, y el Cristo Nazareno, de la segunda mitad del siglo xix, se encuentran entre las más representativas de la Semana Santa moderna en Guatemala. Tras la Reforma Liberal, la orden recoleta fue expulsada de Guatemala y el templo fue trasladado a un debilitado clero secular; por su parte, el convento fue convertido en la Escuela Politécnica —academia militar de Guatemala—, pero fue destruido completamente en 1908, luego de que algunos cadetes intentaran asesinar al entonces presidente, licenciado Manuel Estrada Cabrera.                                                                                      |
| Iglesia El Calvario                     |                                       | La Iglesia de Nuestra Señora de los Remedios o El Calvario se encontraba originalmente en la cima del «Cerro del Cielito» al final de la sexta avenida del Centro Histórico. En 1936 fue convertido en el Museo Nacional de Historia y posteriormente fue demolido para extender una de las principales vías de la Ciudad de Guatemala; próximo a donde se encontraba el templo original se construyó el Nuevo Calvario, que ha funcionado como la Parroquia de Nuestra Señora de los Remedios desde 1936. |
| Iglesia de San Francisco                |                                       | La iglesia se construyó en forma provisional en 1778 en la Calle Real y Calle de las Beatas, en el mismo lugar donde estuvo provisionalmente la iglesia de Nuestra Señora de Los Remedios, después de la destrucción de la capital de la Capitanía General de Guatemala por el terremoto de 1773. A esta capilla se le llamó, «Capilla Provisional de San Francisco el Viejo». Tras la independencia y la primera expulsión de las órdenes regulares de la Iglesia Católica por Francisco Morazán y los liberales en 1829, el templo provisional pasó a poder del clero secular, que estaba debilitado porque se eliminó también el diezmo obligatorio. Tras el retorno al poder de los conservadores y bajo el liderazgo del capitán general Rafael Carrera, las órdenes regulares retornaron a Guatemala y empezaron a prosperar nuevamente. Los terciarios franciscanos retornaron también y lograron finalizar la construcción de la Basílica, el cual fue inaugurado en 1851, para celebrar la victoria guatemalteca en La Batalla de la Arada. Ostenta el título de Basílica Menor, dedicada a la Inmaculada Concepción, Patrona Principal de la República de Guatemala. |
| Instituto Nacional Central para Varones |                                       | Es una institución de educación media especializada en la formación de bachilleres en ciencias y letras Surgió en 1875, cuando el Colegio Tridentino fue expropiado a la Iglesia Católica durante el gobierno liberal del general Justo Rufino Barrios. Ubicado en el Centro Histórico de la Ciudad de Guatemala, durante los regímenes que se iniciaron con la Reforma Liberal en 1871 y terminaron con la renuncia de Jorge Ubico Castañeda en 1944, y durante los gobiernos del Dr. Juan José Arévalo Bermejo y del coronel Jacobo Árbenz Guzmán —1945-1954—, fue la institución educativa de educación media para varones más prestigiosa de Guatemala. |
| Museo de la Universidad de San Carlos   |                                       | Originalmente la sede la de Real y Pontificia Universidad de San Carlos de Guatemala, tras la Independencia de Centroamérica y de varios cambios de gobierno, pasó a ser la Escuela Facultativa de Derecho y Notariado en 1873. Allí funcionó como tal hasta que los estudios de Derecho fueron transferidos al Campus Central de la Universidad de San Carlos de Guatemala en la década de 1960. Destruido por el terremoto de 1976, fue reconstruido y convertido en el Museo de la Universidad de San Carlos —MUSAC— en la década de 1990. |

## División Territorial

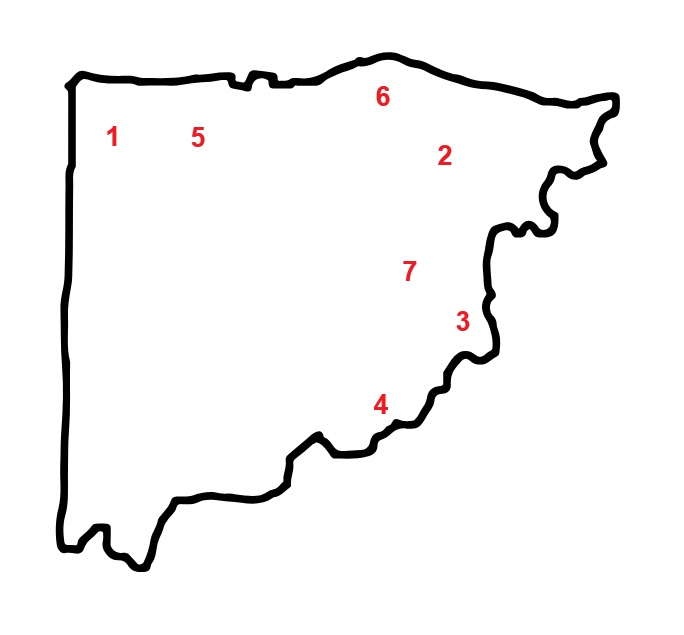
Ubicación de los Barrios

| Lugares Geográficos     |
| ----------------------- |
| Barrio Recolección      |
| Barrio La Parroquia     |
| Barrio El Administrador |
| Barrio Barranquilla     |
| Barrio San Sebastián    |
| Barrio Candelaría       |
| Barrio Gerona           |

## Economía

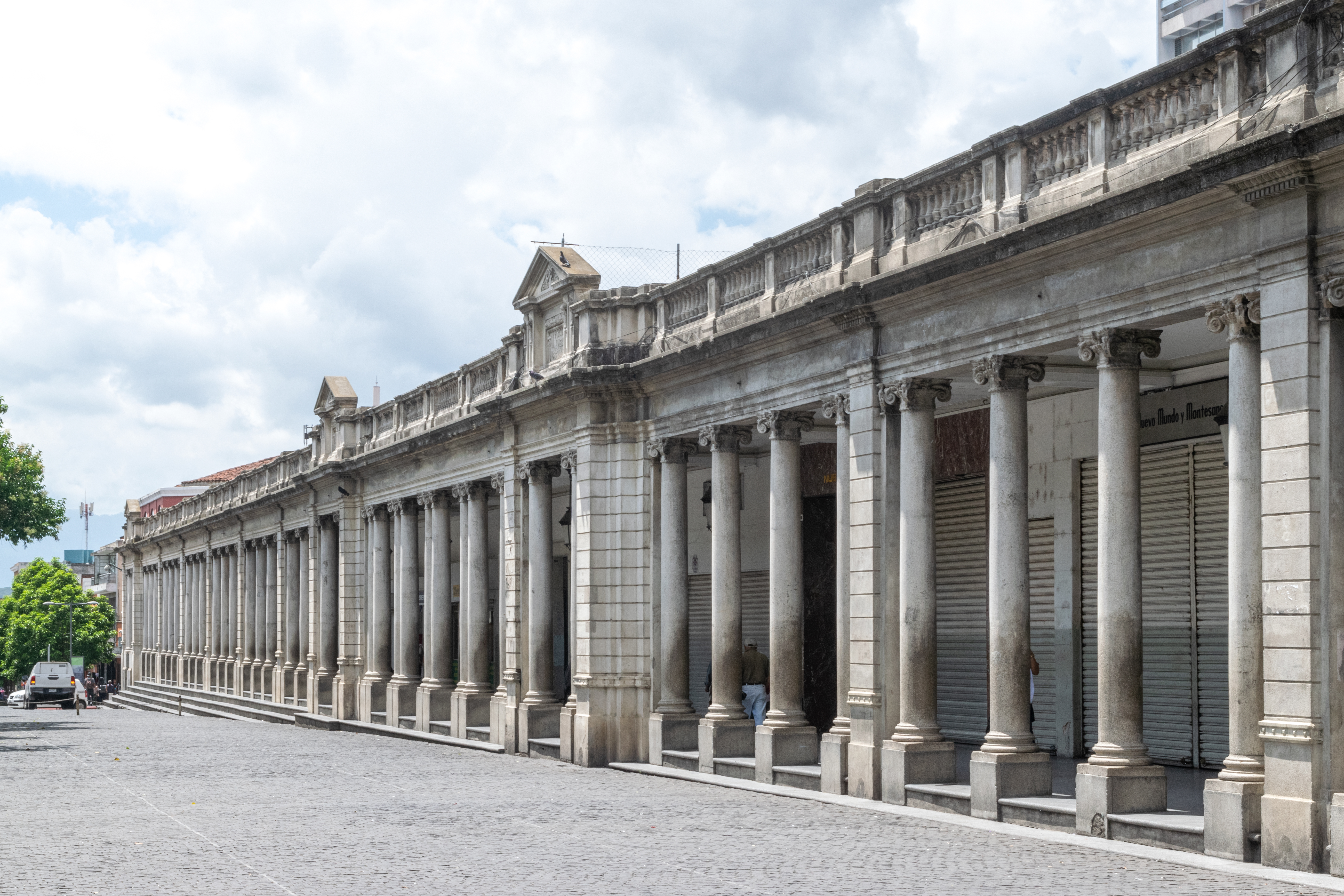
Portal del Comercio

La Zona 1 es un importante centro económico y comercial de Guatemala. Además de contar con numerosas oficinas gubernamentales y empresas privadas, la zona también alberga mercados y tiendas que ofrecen una amplia variedad de productos y servicios.

## Desarrollo Humano
Véase también: Zonas de la Ciudad de Guatemala
Zona 1 se ubica en la posición 14 de 22 zonas clasificadas de la Ciudad de Guatemala con un IDH de 0,786 considerado como Desarrollo Alto; sin embargo, el desarrollo es inferior al de la media municipal que es de 0,792. A lo largo de la zona se encuentra una variedad de formas de vivir y grandes desigualdades de calidad de vida. Entre las principales causas de la pérdida de desarrollo de la Zona 1, una de ellas se puede deber al material apto en la construcción de las paredes de las viviendas, la zona tiene un 78% de sus residentes viviendo con paredes aptas, el porcentaje más bajo entre las zonas de la Ciudad de Guatemala. En el ámbito educativo, la zona presenta algunas dificultades, lo que ha provocado que la escolaridad de sus residentes sea muy diversificada. El promedio de escolaridad de la población mayor de 25 años es de 9.3 años, superior al de la media de la Ciudad que es de 8.8. El alfabetismo se encuentra en el 96,1%, igual al de la media nacional. Datos estimados con variables del PNUD Guatemala y datos del Censo de Guatemala de 2018. 
|  | 0,783 |

|  | 0,792 |

### Desafíos
A pesar de su importancia histórica y cultural, la Zona 1 también se enfrenta a desafíos significativos. La congestión vehicular, la delincuencia y la falta de mantenimiento de algunos edificios históricos son problemas que afectan a la zona.  

## Seguridad
La seguridad ha sido uno de los problemas más frecuentes y quejumbrosos que asechan a la Ciudad de Guatemala , sin emargo, la violencia se concentran en ciertas partes y/o zonas del municipio, La Zona 1 es considerada una zona roja dentro del municipio, dentro de las partes de la zona que se consideran de alto peligro, se destaca el Sector de La Linea , Cerrito del Carmen y de la Avenida 14 a la 20 , que es considerada parte de la Colonia El Gallito, que es popular por sus altos niveles de inseguridad. 

###### Situación Actual
En base a las estadísticas, se observa un cambio radical en los indicadores de violencia, durante la pandemia del coronavirus, hubo una gran reducción en los indices delincuenciales, sin emargo, desde 2021 hasta el 2023 ha habido aumentos significativos en los tres indicadores. En 2024, se evidencia un alza momentánea en el número de extorsiones pero una reducción en homicidios y hurtos. La tasa de homicidios al 2023 en la Zona 1 fue de 94.2 por cada 100 mil habitantes, un dato que duplica la media o promedio del municipio capitalino. 
| Situación de Violencia de Zona 1 en Ciudad de Guatemala | Situación de Violencia de Zona 1 en Ciudad de Guatemala | Situación de Violencia de Zona 1 en Ciudad de Guatemala | Situación de Violencia de Zona 1 en Ciudad de Guatemala | Situación de Violencia de Zona 1 en Ciudad de Guatemala | Situación de Violencia de Zona 1 en Ciudad de Guatemala | Situación de Violencia de Zona 1 en Ciudad de Guatemala | Situación de Violencia de Zona 1 en Ciudad de Guatemala | Situación de Violencia de Zona 1 en Ciudad de Guatemala | Cambio por año |
| Año                                                     | Delitos Totales                                         | Delitos Totales                                         | Homicidios                                              | Homicidios                                              | Extorsiones                                             | Extorsiones                                             | Hurtos                                                  | Hurtos                                                  | Cambio por año |
| Año                                                     | Total                                                   | Tasa                                                    | Total                                                   | Tasa                                                    | Total                                                   | Tasa                                                    | Total                                                   | Tasa                                                    | Cambio por año |
| 2019                                                    | 811                                                     | 175                                                     | 47                                                      | 101.7                                                   | 333                                                     | 720.5                                                   | 299                                                     | 639.7                                                   | -              |
| 2020                                                    | 702                                                     | 152                                                     | 20                                                      | 43.3                                                    | 292                                                     | 631.8                                                   | 252                                                     | 533.2                                                   | Decrecimiento  |
| 2021                                                    | 676                                                     | 146                                                     | 41                                                      | 88.7                                                    | 270                                                     | 584.2                                                   | 260                                                     | 544.1                                                   | Decrecimiento  |
| 2022                                                    | 733                                                     | 159                                                     | 45                                                      | 97.4                                                    | 370                                                     | 800.6                                                   | 218                                                     | 451.3                                                   | Crecimiento    |
| 2023                                                    | 920                                                     | 199                                                     | 46                                                      | 99.5                                                    | 430                                                     | 930.4                                                   | 300                                                     | 614.4                                                   | Crecimiento    |
| 2024                                                    | 1,162                                                   | 251                                                     | 40                                                      | 86.6                                                    | 608                                                     | 1,315.6                                                 | 360                                                     | 779.0                                                   | Crecimiento    |
| ------------------------------------------------------- | ------------------------------------------------------- | ------------------------------------------------------- | ------------------------------------------------------- | ------------------------------------------------------- | ------------------------------------------------------- | ------------------------------------------------------- | ------------------------------------------------------- | ------------------------------------------------------- | -------------- |

Nota: (*) Datos Preeliminares, Nota Tasa de Delitos aplicada por cada 10,000 hab , el resto por cada 100,000
| Gráfica de evolución de Delitos de Zona 1 entre 2019 y 2024 |
|                                                             |

## Transporte

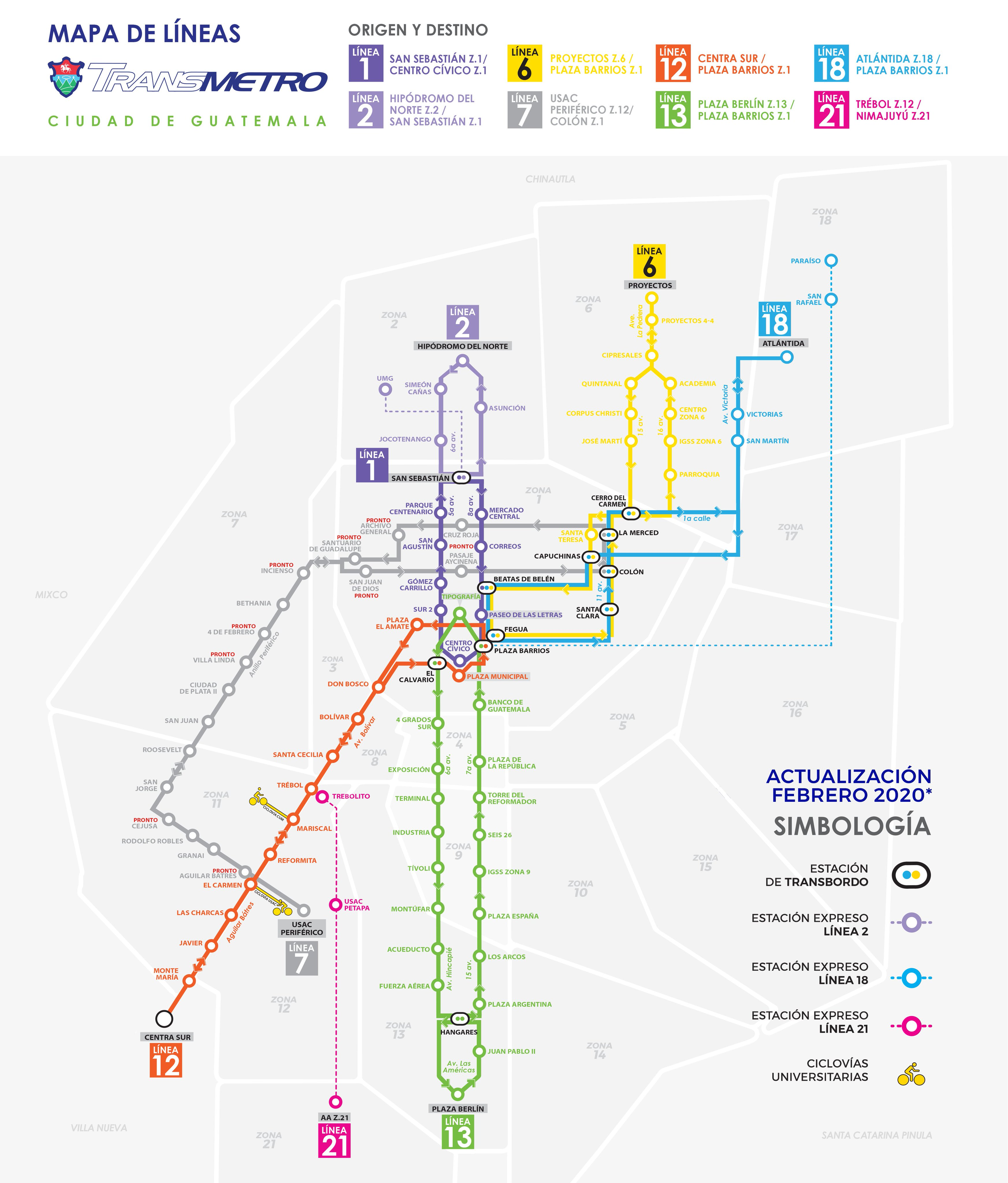
Mapa de Líneas del Transmetro

Zona 1 posee una red vial de 119 km en conectividad de la ruta del transmetro.
| NOMBRE              | LONGITUD Km |
| ------------------- | ----------- |
| LÍNEA 12            | 24          |
| LÍNEA 1             | 5           |
| LÍNEA 2             | 3           |
| LÍNEA 13            | 17          |
| LÍNEA 18 SAN RAFAEL | 21          |
| LÍNEA 18            | 12          |
| LÍNEA 6             | 13          |
| LÍNEA 7             | 24          |

## Educación

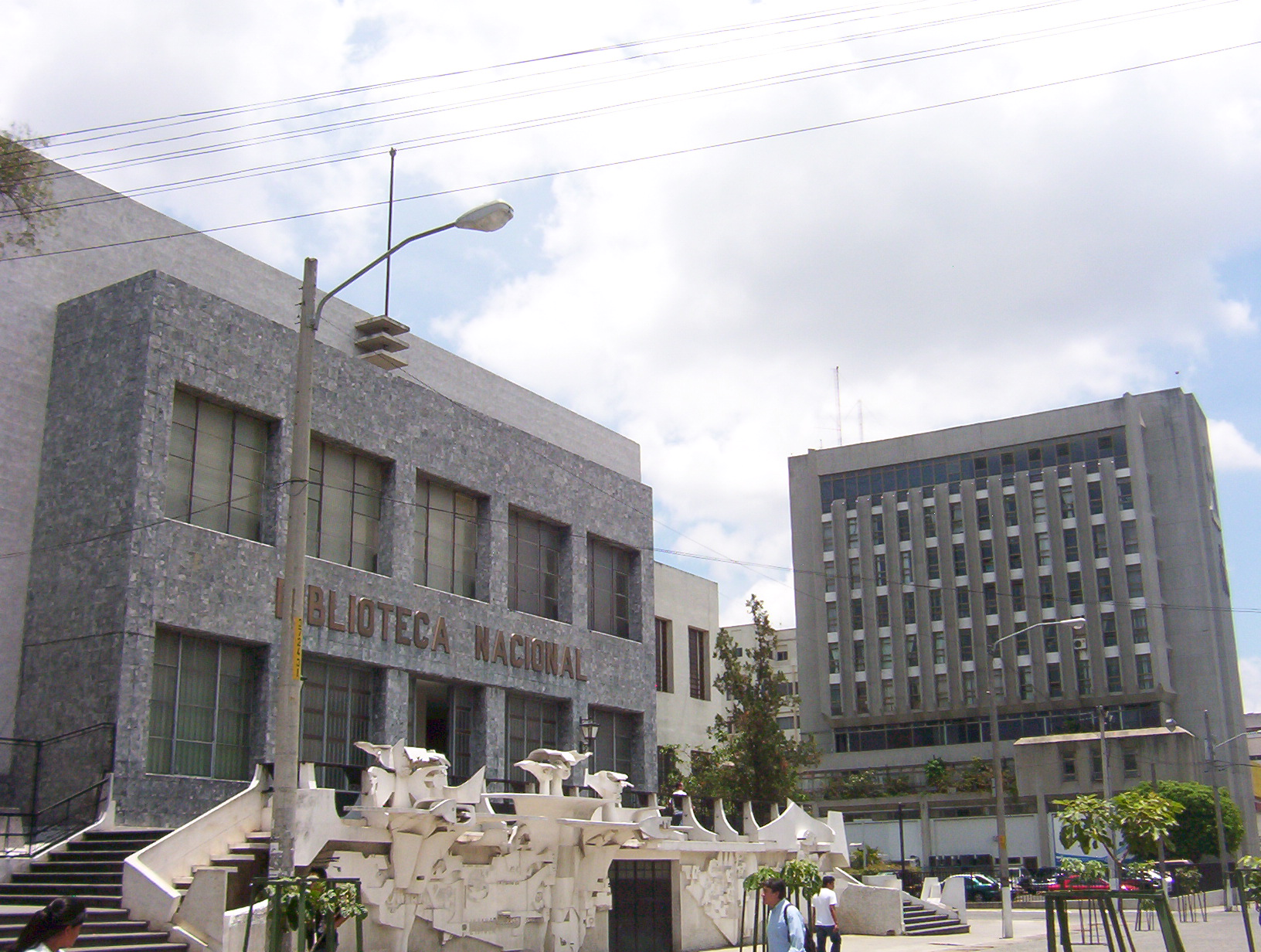
Biblioteca Nacional de Guatemala, ubicada en la Zona 1 de Ciudad de Guatemala

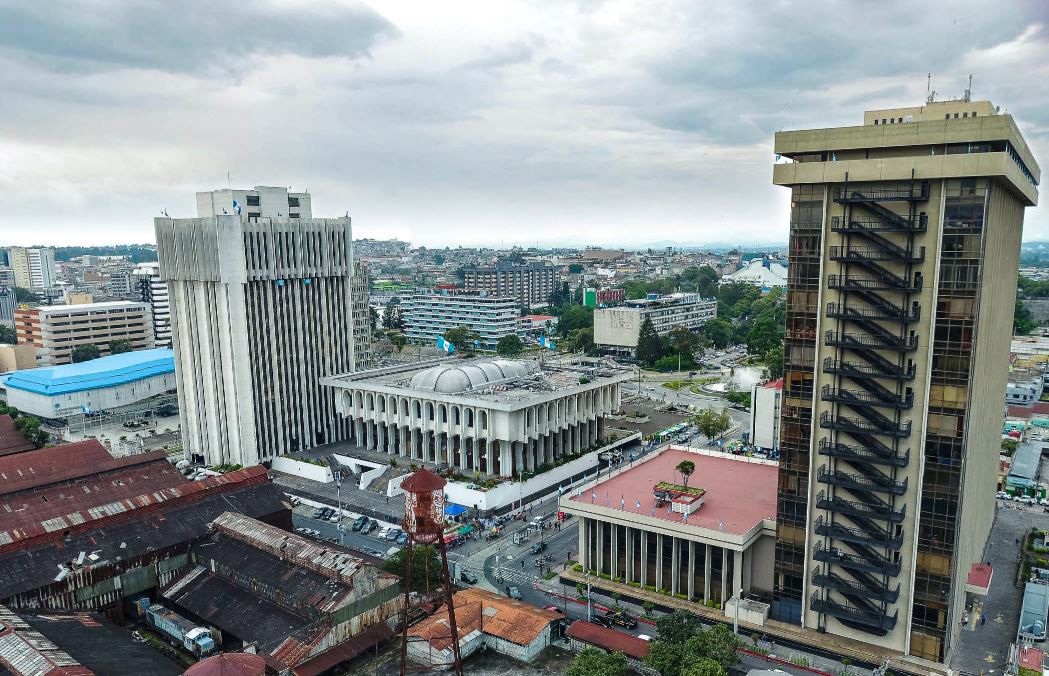
Entidades Gubernamentales

La Zona 1 es también un importante centro educativo y cultural de la ciudad. Además de museos y galerías de arte, la zona alberga bibliotecas y centros culturales que promueven el aprendizaje y la creatividad. Estos centros educativos y culturales son vitales para la comunidad, proporcionando acceso a la educación y la cultura para personas de todas las edades y antecedentes.
A lo largo de la jurisdicción del municipio, existe un total de 337 establecimientos educativos según datos de la Dirección de Información Geográfica Municipal;

###### Centros Educativos
| Tipos       | Porcentaje | Total |
| ----------- | ---------- | ----- |
| Colegio     | 37%        | 124   |
| Escuela     | 21%        | 70    |
| Instituto   | 20%        | 66    |
| Academia    | 2%         | 6     |
| Universidad | 2%         | 6     |
| Liceo       | 16%        | 54    |
| Jardín      | 2%         | 7     |
| Guardería   | 1%         | 4     |
| Total       | 100%       | 337   |